# Foundation (série de televisão)
Foundation (pt/br: Fundação) é uma série de televisão via streaming norte-americana de ficção científica criada por David S. Goyer e Josh Friedman para a Apple TV+. Seu enredo é inspirado na série de livros de mesmo nome escrita por Isaac Asimov. A série apresenta um elenco liderado por Jared Harris, Lee Pace, Lou Llobell e Leah Harvey. Estreou no dia 24 de setembro de 2021 e sua primeira temporada recebeu críticas positivas, com elogios direcionados às suas atuações (Pace e Harris em particular), escala épica, efeitos visuais e trilha sonora de Bear McCreary. No entanto, o ritmo, especificamente dos saltos no tempo, o uso da narração e a complexidade do enredo foram frequentemente criticados negativamente.
A série da Fundação, assim como Duna de Frank Helbert e The Left Hand of Darkness de Ursula K. Le Guin, são consideradas as três obras literárias mais importantes do gênero de ficção científica. Durante vários anos, tentativas de trazer o trabalho de Asimov para a tela foram feitas, mas sem sucesso. Em 1988, a New Line Cinema tentou fazer um filme, mas desistiu. Em 2014, a rede HBO, com Jonathan Nolan como produtor, também tentou realizar o projeto, porém, por ser uma série que descreve longos períodos de tempo dificultou muito sua adaptação.  Em 2018, a Apple TV+ anunciou a compra dos direitos de produção da série, onde Goyer e Friedman foram creditados como criadores da série. 

## Sinopse
A psico-história (uma ciência fictícia fundada por Hari Seldon) prevê que o Império Galáctico, liderado pela dinastia de clones genéticos do Imperador Cleon I, entrará em colapso, seguido por 30.000 anos de "escuridão" antes que um segundo Império Galáctico surja para assumir o controle. Seldon, no entanto, planejou uma maneira de reduzir a duração desta era das trevas para apenas 1.000 anos, implementando um plano: criar uma Fundação – que será responsável por guardar todo o conhecimento humano e reconstruir o império – em Terminus, o planeta mais distante e desolado de toda a galáxia.

## Elenco

### Principal
- Jared Harris como Hari Seldon, matemático e desenvolvedor da psico-história, uma ciência algorítmica que permite prever o futuro em termos de probabilidades.
- Lee Pace como Irmão Day[a](Cleon I, Cleon XII, XIII e XVII), o membro de meia-idade de uma série de clones genéticos de Cleon I que reina como Imperador do Império Galáctico de 12.000 anos.[4]
- Lou Llobell como Gaal Dornick, protegida de Hari, uma jovem autodidata de um planeta onde a busca pelo conhecimento é considerada uma heresia.
- Leah Harvey como Salvor Hardin, a Guardiã do Terminus 35 anos após o julgamento de Seldon e heroína da primeira crise da Fundação.
- Laura Birn como Eto Demerzel, governanta dos imperadores e um dos últimos andróides sobreviventes das antigas Guerras dos Robôs.
- Terrence Mann como Irmão Dusk[b] (Cleon I, Cleon XI, XII e XVI), o membro mais velho de uma série de clones genéticos de Cleon I que se aposentou de suas funções como Imperador; Mann também interpreta o idoso Cleon I.[c][4]
- Cassian Bilton como Irmão Dawn[d] (Cleon I, Cleon XIV e XVIII), o membro mais jovem de uma série de clones genéticos de Cleon I e sucessor do irmão Dia em treinamento.[4]
- Alexander Siddig como o advogado Xylas (1ª temporada), o promotor no julgamento de Seldon[5] e o Dr. Ebling Mis (3ª temporada), um psico-historiador autodidata.[6]
- Cherry Jones como a embaixadora Quent da Fundação (3ª temporada)[7]
- Brandon P. Bell como Han Pritcher (3ª temporada),[7] o Capitão de Informações da Fundação
- Yootha Wong-Loi-Sing como Song (3ª temporada),[7] a consorte do Irmão Day
- Mikael Persbrandt (recorrente na 2ª temporada) e Pilou Asbæk (3ª temporada) como Mulo, um poderoso Mentálico em busca de conquista tanto do Império quanto da Fundação
- Synnøve Karlsen como Bayta Mallow (3ª temporada)[7]
- Cody Fern como Toran Mallow (3ª temporada)[7]
- Troy Kotsur como Preem Palver (3ª temporada), o líder de um planeta de médiuns[8]

### Recorrente

#### Terminus
- Alfred Enoch como Raych Foss (temporadas 1–2), o filho adotivo de Hari Seldon
- Clarke Peters como Abbas Hardin (1ª temporada), um seguidor de Seldon, o primeiro diretor e primeiro prefeito de Terminus e pai adotivo de Salvor Hardin
- Sasha Behar como Mari Hardin (1ª temporada), seguidora de Seldon e mãe adotiva de Salvor Hardin
- Daniel MacPherson como Hugo Crast (temporadas 1–2), um comerciante interplanetário de Thespis que se tornou amante de Salvor Hardin
- Elliot Cowan como Lewis Pirenne (1ª temporada), o Diretor da Fundação e primeiro sucessor de Hari Seldon
- Kulvinder Ghir como Alto Claric Poly Verisof (2ª temporada), superior e companheiro do irmão Constant, que era criança nos primórdios da Fundação
- Oliver Chris como Diretor Sermak (2ª temporada), um líder da Fundação
- Holt McCallany como Jaeggar Fount (2ª temporada), um Diretor de Terminus

#### Império
- Reece Shearsmith como Jerril (temporadas 1–2), um agente imperial durante o reinado de Cleon XII
- Amy Tyger como Azura Odili (1ª temporada), uma jardineira do Palácio Imperial e interesse amoroso do Irmão Dawn/Cleon XIV
- Mido Hamada como Shadow Master Obrecht (1ª temporada), o espião imperial durante o reinado de Cleon XIII
- Christian Contreras como Comandante Dorwin (1ª temporada), um soldado imperial enviado para investigar a perda de contato com Terminus
- Cooper Carter como a versão criança de Irmão Dawn/Cleon XIII (1ª temporada).
- Ian McNeice como Mestre Estatístico Tivole (1ª temporada), o chefe da equipe de matemáticos do Imperador
- Ella-Rae Smith como Rainha Sareth (2ª temporada), governante de Cloud Dominion e noiva do Irmão Dia/Cleon XVII
- Sandra Yi Sencindiver como Enjoiner Rue Corintha (2ª temporada), retentora e conselheira de Sareth
- Ben Daniels como Bel Riose (2ª temporada), um general admirado que foi preso por desobedecer ao Império
- Dino Fetscher como Glawen Curr (2ª temporada), marido de Riose e segundo em comando
- Ed Birch como Keeper Yartell (2ª temporada), o guardião dos arquivos de memória do Império
- Judi Shekoni como She-Bends-Light (2ª temporada), uma navegadora espacial na nau capitânia de Riose

#### Periferias/Confins
- Kubbra Sait como Grande Caçadora Phara Keaen (1ª temporada), a principal oficial militar de Anacreon que lidera pessoalmente um ataque a Terminus
- T'Nia Miller como Zephyr Halima Ifa (1ª temporada), uma sacerdotisa sênior da fé Luminista competindo para se tornar seu próximo líder
- Chipo Chung como a voz do sistema operacional Raven. (temporada 1)
- Nimrat Kaur como Yanna Seldin (2ª temporada), falecida companheira de vida de Hari Seldon
- Isabella Laughland como Irmão Constant (2ª temporada), um clérigo novato e "mágico" viajante espalhando o evangelho de Hari Seldon
- Rachel House como Tellem Bond (2ª temporada), a líder de uma comunidade de mentalics no planeta Ignis
- Dimitri Leonidas como Hober Mallow (2ª temporada), um comerciante malandro e vigarista que desempenha um papel importante no plano de Seldon
- Mikael Persbrandt como O Mulo (2ª temporada)
- Noah Taylor como Hetman (2ª temporada), um bandido no planeta Siwenna
- Jesper Christensen como Ducen Barr (2ª temporada), um legalista imperial em Siwenna
- Fiona O'Shaughnessy como Dra. Tadj (2ª temporada), reitora da Universidade de Helicon
- Philip Glenister como Commdor Argo (2ª temporada), governante de Korell

Notas
1. ↑  "Brother Day" é o codinome em inglês para a versão adulta do Cleon I. Em português é traduzido como "Irmão Dia".
2. ↑  "Brother Dusk" é o codinome em inglês para a versão idosa de Cleon I. Na tradução brasileira chama-se "Irmão Crepúsculo",  e na tradução portuguesa chama-se "Irmão Ocaso". Com fins de neutralidade, o personagem permanecerá sendo chamado pelo nome original neste artigo.
3. ↑  "Brother Darkness" é o codinome em inglês para a versão com velhice avançada do Cleon I. Em português é traduzido como "Irmão Escuridão".
4. ↑  "Brother Dawn" é o codinome em inglês para a versão jovem-adulta de Cleon I. Na tradução brasileira chama-se "Irmão Alvorada", e na tradução portuguesa chama-se "Irmão Alvor". Com fins de neutralidade, o personagem permanecerá sendo chamado pelo nome original neste artigo.

## Produção

### Desenvolvimento
Em 27 de junho de 2017, foi relatado que a Skydance Television estava desenvolvendo uma adaptação para a televisão da série de livros de ficção científica de Isaac Asimov, Foundation, com David S. Goyer e Josh Friedman atuando como roteiristas da produção. Na época da reportagem, a produtora estava fechando um acordo com o espólio de Asimov pelos direitos da série de livros. Em 10 de abril de 2018, foi anunciado que a Apple, por meio de sua unidade de vídeo mundial (em inglês, Worldwide Video Unit) comprou a série e a colocou em desenvolvimento. Foi ainda anunciado que Goyer e Friedman também deveriam servir como produtores executivos e showrunners, ao lado dos outros produtores executivos: David Ellison, Dana Goldberg e Marcy Ross.
Em 23 de agosto de 2018, foi anunciado que a Apple havia dado à produção um pedido de série para uma primeira temporada consistindo de dez episódios. Também foi anunciado que a filha de Asimov, Robyn Asimov, atuaria como produtora executiva no projeto. Em 18 de abril de 2019, Josh Friedman saiu como co-escritor e co-showrunner. Em 28 de julho de 2019, foi revelado que o Troy Studios em Limerick, Irlanda, seria o anfitrião da produção do projeto. De acordo com a Screen Ireland, a série criaria mais de 500 empregos de produção no estúdio. A filha de Asimov, Robyn Asimov, fornece assistência familiar a série. Goyer apresentou a série em uma frase: "É um jogo de xadrez de 1.000 anos entre Hari Seldon e o Império, e todos os personagens intermediários são os peões, mas alguns dos peões ao longo desta saga acabam se tornando reis e rainhas.

### Escrita
Em janeiro de 2021, Goyer afirmou “... com a Fundação podemos contar a história, esperançosamente, ao longo de oitenta episódios; oitenta horas, ao invés de tentar condensar tudo em duas ou três horas para um único filme”. Ele afirmou que esse formato pode não funcionar, mas se funcionasse, seria muito único. David S. Goyer e Josh Friedman foram escolhidos como os escritores da produção; no entanto, Friedman saiu como co-roteirista em abril de 2019. Goyer também observou que contar uma história que aconteceu ao longo de 1.000 anos era algo que um filme não poderia realizar e teria sido uma história mais difícil de contar nesse formato.

### Elenco
Em 22 de outubro de 2019, foi anunciado que Lee Pace e Jared Harris foram escalados como irmão Day e Hari Seldon, respectivamente. Em 4 de dezembro de 2019, cinco membros adicionais do elenco foram anunciados: Lou Llobell estrela como Gaal, um gênio matemático de um planeta rural reprimido. Leah Harvey como Salvor, a guardiã intuitiva e protetora de um planeta remoto. Laura Birn estrela como Eto Demerzel, o enigmático assessor do Imperador da Galáxia. Terrence Mann estrela como o irmão Dusk, o membro vivo mais velho da família governante. Cassian Bilton interpreta o irmão Dawn, o mais jovem membro vivo da família governante e o próximo na fila para ser o irmão Day. Em um trailer de junho de 2021, Alfred Enoch foi revelado como parte do elenco. Novos personagens Brother Day, Brother Dusk e Brother Dawn são personagens originais criados para a série.

### Filmagens
Em 12 de março de 2020, a Apple suspendeu a produção do programa na Irlanda devido a pandemia de COVID-19. Em 6 de outubro, as filmagens foram retomadas. Em 27 de janeiro de 2021, Goyer anunciou que após colocar em quarentena e receber isenções especiais do governo de Malta, o elenco e os membros da equipe tiveram permissão para começar a filmar na ilha. Goyer observou que as filmagens sempre foram planejadas para serem conduzidas em Malta; no entanto, devido a novas restrições impostas em Londres, eles transferiram porções significativas da produção para Malta. As filmagens em Malta foram concluídas em fevereiro de 2021. As filmagens em Tuineje, Fuerteventura já estavam encerradas em março de 2021. A equipe de produção trabalhou em paisagens vulcânicas como a Caldera de los Arrabales e a Granja de Pozo Negro. A equipe de produção então se mudou para Tenerife, onde as filmagens foram retomadas em 22 de março de 2021. As filmagens foram concluídas após 19 meses.

## Episódios
| Temporada | Temporada | Episódios | Episódios | Originalmente exibido  | Originalmente exibido  |
| Temporada | Temporada | Episódios | Episódios | Estreia da temporada   | Final da temporada     |
| --------- | --------- | --------- | --------- | ---------------------- | ---------------------- |
|           | 1         | 10        | 10        | 24 de setembro de 2021 | 19 de novembro de 2021 |
|           | 2         | 10        | 10        | 14 de julho de 2023    | 15 de setembro de 2023 |
|           | 3         | 10        | 10        | 11 de julho de 2025    | 12 de setembro de 2025 |

### 1.ª temporada (2021)
| N.º geral | N.º na temp. | Título                                                                      | Dirigido por     | Escrito por                    | Lançamento             |
| --- | ------------ | --------------------------------------------------------------------------- | ---------------- | ------------------------------ | ---------------------- |
| 1 | 1            | "The Emperor's Peace" "A Paz do Imperador" (BR/PT)                          | Rupert Sanders   | Josh Friedman & David S. Goyer | 24 de setembro de 2021 |
| A jovem prodígio em matemática, Gaal Dornick, viaja de seu mundo natal academicamente repressivo de Synnax para Trantor, capital do Império Galáctico, para estudar com o famoso Hari Seldon, criador do subcampo matemático preditivo da psico-história, como recompensa por resolver um problema matemático de séculos. Após a chegada da jovem, ambos são presos sob a acusação de traição; Seldon porque seu modelo prevê o colapso iminente do Império, e Dornick porque o Império deseja que ela desminta publicamente a psico-história. Em vez disso, Dornick confirma o modelo de Seldon e condena os dois, mas eles são poupados pelo Imperador Cleon XII/Irmão Day após a Starbridge, o elevador espacial de Trantor, ser destruída por aparentes terroristas dos reinos da Periferia de Anacreonte e Thespis. O irmão Dia exila Seldon e Dornick ao mundo periférico de Terminus, onde devem construir um repositório de conhecimento humano que, segundo Seldon, encurtará a era das trevas que se seguiram após à queda do Império. |              |                                                                             |                  |                                |                        |
| 2 | 2            | "Preparing to Live" "Preparando Para Viver" (BR) "Preparar Para Viver" (PT) | Andrew Bernstein | Josh Friedman & David S. Goyer | 24 de setembro de 2021 |
| Seldon e seus seguidores seguem para Terminus a bordo de uma nave estelar Deliverance, que viaja na velocidade da luz e se preparam para suas novas vidas no árido e congelante planeta. Dornick revela a seu amante, o filho adotivo de Seldon, Raych, que o modelo da psico-história está incompleto, o que o deixa alarmado. Uma noite, Dornick encontra Raych esfaqueando Seldon fatalmente em seus aposentos. Raych então conduz a incrédula Dornick a uma cápsula de fuga e a expulsa da nave. Enquanto isso, o Império investiga o ataque à Starbridge, mas não consegue identificar quem está por trás do ataque, o atribuindo conclusivamente aos governos de Anacreonte e Thespis. Apesar do Irmão Dusk insistir que as delegações detidas dos dois reinos devam ter clemência, o irmão Dia opta pela execução pública de todos os delegados, exceto os dois embaixadores, simultaneamente com bombardeios orbitais em seus planetas natais. |              |                                                                             |                  |                                |                        |
| 3 | 3            | "The Mathematician's Ghost" "O Fantasma do Matemático" (BR/PT)              | Alex Graves      | Olivia Purnell                 | 1 de outubro de 2021   |
| Dezenove anos após o ataque de Starbridge, a dinastia genética de Cleon I empreende sua tradicional transferência de poder: Cleon XIV nasce como o novo Irmão Dawn, Cleon XIII é elevado como Irmão Day, Cleon XII se aposenta como Irmão Dusk e Cleon XI assume o manto de Irmão Darkness antes de ser sacrificado. Dezessete anos antes, os seguidores de Seldon chegam a Terminus e descobrem o Cofre, um artefato enigmático guardado por um "campo nulo" que repele toda a vida. Atualmente, 36 anos após o ataque à Starbridge, a Fundação está bem estabelecida e Salvor Hardin, uma colona da segunda geração, atua como Guardiã de Terminus. Hardin está preocupada com a expansão repentina do campo nulo do Cofre, mas uma crise maior se aproxima quando três naves de guerra Anacreonte aparecem nos céus de Terminus sem aviso prévio. Poucas horas antes da chegada das naves, Hardin persegue uma criança até a nave colônia abandonada e se vê cercada por um grupo de Anacreonte. |              |                                                                             |                  |                                |                        |
| 4 | 4            | "Barbarians at the Gate" "Bárbaros no Portão" (BR/PT)                       | Alex Graves      | Lauren Bello                   | 8 de outubro de 2021   |
| A linhagem de Cleon enfrenta uma ameaça à sua legitimidade, pois Halima Ifa, uma das principais candidatas a se tornar a próxima líder, intitulada de ‘Proxima’ da principal religião do Luminismo, revive um dogma pré-imperial ortodoxo que afirma que os clones de um indivíduo não possuem almas. Esta questão religiosa e uma violenta insurreição nos níveis inferiores ainda arruinados de Trantor cumprem dois presságios importantes do declínio do Império que Hari Seldon relatou em seu julgamento. O Irmão Day fica frustrado com o Irmão Dusk, sentindo que seu pai semeou esses problemas décadas atrás, agindo impulsivamente e se recusando a dar ouvidos às advertências de Seldon. Enquanto Dia parte de Trantor para participar do Conclave Luminista e de volta ao competidor de Ifa, Dusk ordena que agentes imperiais visitem a Fundação, que ficou em silêncio. Em Terminus, Hardin supera os anacreontes e captura sua líder, a Grande Caçadora Phara Keaen, que afirma querer apenas o computador de navegação da nave colônia para que seu povo possa encontrar um novo planeta natal. Soldados anacreontes cercam a grade de proteção invisível do perímetro da Cidade de Terminus e montam um canhão. O Cofre também começa a dar a Hardin visões esporádicas de uma criança na Biblioteca Imperial de Trantor, onde Seldon trabalhava. No espaço profundo, uma nave encontra a cápsula de fuga de Gaal Dornick, adormecida. |              |                                                                             |                  |                                |                        |
| 5 | 5            | "Upon Awakening" "Ao Despertar" (BR/PT)                                     | Alex Graves      | Leight Dana Jackson            | 15 de outubro de 2021  |
| Em seu passado, Gaal Dornick é forçada a executar seu ex-professor, que foi pego resgatando livros de uma universidade condenada. Desiludida com a religião de Synnax, ela se educa em segredo e entra em uma competição de matemática. No presente, Dornick acorda após 34 anos de sono criogênico e se encontra a bordo da nave totalmente automatizada Raven, que foi preparada por Raych. Ela descobre que Raych foi executado por assassinar Hari, e a galáxia acredita que ela seja cúmplice do crime. Depois de deduzir que Raven está indo ao planeta natal de Hari, Helicon, ela se depara com um Hari ferido, mas aparentemente vivo. Em Terminus, a nave Imperial Aegis entra em órbita e detecta a presença de anacreontes. Dorwin, comandante da Aegis, é informado sobre a Phara cativa e exige falar com ela, fazendo com que a equipe da Fundação a traga de sua cela para a Torre da Fundação. Uma vez lá dentro, Phara desativa a cerca da Cidade de Terminus e revela seu verdadeiro propósito: destruir a Fundação em vingança pelo bombardeio de nêutrons do Império em Anacreonte, que matou seus pais e irmão. Os soldados anacreontes invadem a cidade e seus canhões antiaéreos atiram contra a Aegis, derrubando-a e destruindo-a. |              |                                                                             |                  |                                |                        |
| 6 | 6            | "Death and the Maiden" "Morte e a Moça" (BR) "A Morte e a Donzela" (PT)     | Jennifer Phang   | Marcus Gardley                 | 22 de outubro de 2021  |
| O Irmão Day chega em A Donzela, lua sagrada no centro da fé Luminista. Ele enfraquece Zephyr Halima prometendo construir um sistema de dessalinização em toda a lua em homenagem a Zephyr Gilat, mas Halima ganha a vantagem com um elogio acerca da falecida Proxima Opal, criticando sutilmente a clonagem Imperial. Em Trantor, o Irmão Dawn busca um romance com Azura Odile, uma jardineira do palácio, e seu segredo mais profundo: inexplicavelmente possuí traços genéticos menores, como daltonismo, que o diferenciam de todos os clones anteriores de Cleon. Já em Terminus, os anacreontes recuperam Dorwin dos destroços da Aegis e prendem os colonos com as habilidades necessárias para consertar e tripular a Invictus, ua nave de guerra imperial há muito perdido que o povo de Phara redescobriu e planeja usar para atacar o Império. Salvor foge da cidade com a ajuda de duas crianças e decide destruir as naves de Anacreonte para encalhar Phara. Durante a missão, Salvor teve uma visão revelando que o assassinato de Hari Seldon era parte do plano de Seldon para a Fundação, mas a cápsula de fuga que Gaal pegou, estava planejada para ser de Raych. Na ausência de Salvor, seu pai Abbas se sacrifica para explodir as naves. Salvor e seu amante, o comerciante Thespin Hugo, são mais tarde capturados por Phara e forçados a pilotar a espaçonave de Hugo até o Cinturão de Antor. |              |                                                                             |                  |                                |                        |
| 7 | 7            | "Mysteries and Martyrs" "Mistérios e Mártires" (BR)                         | Jennifer Phang   | Caitlin Saunders               | 29 de outubro de 2021  |
| O grupo de Salvor e Phara embarca e explora o navio fantasma Invictus de 700 anos, mas não sem vítimas; entre eles, Hugo fica à deriva durante a caminhada espacial até Beggar, e Dorwin é morto por Phara depois que ele abre a nave. Com o Invictus a poucas horas de dar um salto aleatório para um destino potencialmente letal, o grupo cada vez menor de anacreonianos e colonos dirige-se à ponte para assumir o controle. Na Donzela, o irmão Dia está agitado por sua incapacidade de controlar a desafiadora Halima, mas decide que pode ofuscá-la empreendendo a peregrinação mais sagrada do Luminismo. Em Trantor, Azura pede ao Irmão Dawn, que vive com medo constante de ser substituído por outro clone caso sua singularidade seja exposta, que considere fugir com ela. A bordo do Raven, o Hari Seldon vivo é revelado como uma cópia digital da consciência do falecido Hari. A cópia foi armazenada na faca que Raych usou para matá-lo e foi baixada na nave quando encontrou Gaal. Hari explica que o relacionamento inesperado de Gaal e Raych atrapalhou seus planos para a Fundação: Hari cometeria suicídio para se mitificar, Raych levaria a faca para a Raven e Gaal guiaria a Fundação em sua primeira crise em Terminus. Hari convenceu Raych a assassiná-lo para forçar a separação do casal. A indignação de Gaal com a manipulação de seu mentor é momentaneamente reprimida pela revelação de que ela possui uma habilidade latente: a presciência. |              |                                                                             |                  |                                |                        |
| 8 | 8            | "The Missing Piece" "A Peça que Falta" (BR) "A Peça em Falta" (PT)          | Roxann Dawson    | Sarah Nolen                    | 5 de novembro de 2021  |
| O grupo da Invictus finalmente chega à ponte. Enquanto isso, Hugo chega com segurança a um retransmissor de comunicação e pede ajuda ao seu pessoal. Assim como os Thespins atacam e Phara e Salvor lutam entre si, a Invictus salta para o desconhecido. Na Raven, Hari divulga seu plano para estabelecer uma segunda fundação secreta em Helicon, apelidada de "Star's End" devido à sua órbita em torno de um buraco negro, mas se recusa a entrar em detalhes. Irada e impaciente, Gaal força Hari a deixá-la partir na cápsula de fuga, e ela define um curso para Synnax que levará 138 anos para decorrer. Irmão Day completa a Espiral, uma jornada tortuosa até uma caverna no deserto, e afirma ter recebido a visão de uma flor sagrada da deusa tripla do Luminismo. As Zéfiras interpretam a visão de Day como um pronunciamento divino de que ele tem uma alma, tornando qualquer crítica adicional à clonagem Imperial por um Luminista um sacrilégio, e também garantindo a elevação de Zephyr Gilat a Próxima. Day sela sua vitória comandando Eto Demerzel, para assassinar secretamente Halima. Demerzel é uma luminista devota que respeita Halima e fica muito angustiada com o comando, mas é obrigada a obedecer por sua programação. Ao deixarem A Donzela para trás, Day reflete sobre sua experiência na caverna, revelando que não teve visão alguma, depois que Demerzel, chorosa, o fez entender que ela estava ciente do engano e desaprovava. |              |                                                                             |                  |                                |                        |
| 9 | 9            | "The First Crisis" "A Primeira Crise" (BR/PT)                               | Roxann Dawson    | Victoria Morrow                | 12 de novembro de 2021 |
| A Invictus aparece em Terminus devido ao sacrifício do diretor da Fundação Lewis Pirenne, que se conectou aos sistemas da nave no último segundo. Salvor alegremente se reúne com Hugo, então desce até Terminus para desativar o Cofre, que envolveu todo o planeta em seu campo nulo. Em Trantor, o Irmão Dawn percebe que o Irmão Dusk conhece seu segredo e foge para as profundezas de Trantor para encontrar Azura, mas ele cai nas mãos de uma conspiração. O tempo todo, Azura fazia parte de um grupo anti-Império que alterou o DNA de Dawn, dando-lhe imperfeições com a expectativa de que um dia ele escolheria fugir do palácio. O objetivo disso era criar uma oportunidade para extrair os nanorrobôs imperiais de Dawn e implantá-los em um clone cooperativo e perfeito de Cleon, que então assumiria a identidade de Dawn. Enquanto Dawn se desespera, Dusk chega com tropas imperiais que matam os conspiradores e seu Cleon falsificado. Dusk deixa o destino de Dawn para o retorno do Irmão Day decidir. Em Terminus, Salvor resolve o quebra-cabeça do Cofre, convertendo-o em um portal. Diante dos Anacreonianos, Thespins e Termini reunidos, Salvor propõe aproveitar a Invictus para dar aos três mundos vantagem contra o Império. Phara tenta destruir o Cofre, mas é morta a tiros por Salvor. Antes que ocorra mais violência, Hari Seldon emerge do portal. |              |                                                                             |                  |                                |                        |
| 10 | 10           | "The Leap" "O Salto" (BR/PT)                                                | David S. Goyer   | David S. Goyer                 | 19 de novembro de 2021 |
| Hari, uma segunda cópia digital do original, explica que o Cofre sempre foi seu caixão, que se transformou após ele ter sido ejetado no espaço e chegou a Terminus antes dos colonos. Ele também revela que o verdadeiro propósito da Fundação não era salvaguardar o conhecimento, mas forjar uma nova civilização auxiliada por Anacreon e Thespis, e sugere usar a Invictus para falsificar uma "megaflare" para fazer parecer que Terminus havia sido expurgado; isso permitiria que a Periferia se desenvolvesse em segredo. Enquanto Hari retorna ao Cofre até a próxima crise, ele diz a Salvor que as visões dela não foram enviadas por ele. Meses depois, Hugo é capitão da Invictus e Salvor concorre à prefeitura de Terminus. Quando Salvor descobre que foi concebida por Gaal e Raych e seu embrião salvaguardado na Deliverance, antes de ser levado a Terminus por sua mãe Mari, ela percebe que suas visões são memórias genéticas de seus pais e deixa Terminus em busca de Gaal. Em Trantor, o Irmão Day diz a Azura que matou todos os seus parentes e todos que ela conheceu, e que ela ficará sozinha pelo resto da vida. Day decide poupar Dawn apesar das objeções de Dusk, mas Demerzel mata Dawn de qualquer maneira, afirmando que sua lealdade à dinastia Cleon substitui os desejos de Day. Day é mais tarde informado de que a conspiração anti-Império também alterou o DNA do corpo de Cleon I há muito tempo, afetando não apenas todos os clones de substituição existentes, mas também o próprio Day e possivelmente seus antecessores. Em 12.240 E.I., Gaal pousa em Synnax, e nas ruínas de sua cidade natal, ela encontra outro caixão criogênico debaixo d’água e desperta Salvor, que lhe diz que ela é filha de Gaal. Salvor então dá a ela o Primeiro Radiante de Hari Seldon. |              |                                                                             |                  |                                |                        |

### 2.ª temporada (2023)
| N.º geral | N.º na temp. | Título | Dirigido por                                     | Escrito por                         | Lançamento             |
| --- | ------------ | --- | ------------------------------------------------ | ----------------------------------- | ---------------------- |
| 11 | 1            | "In Seldon's Shadow" "À Sombra de Seldon" (BR) "Na Sombra de Seldon" (PT)                                                                       | Alex Graves                                      | David S. Goyer & Jane Espenson      | 14 de julho de 2023    |
| Uma cópia da consciência de Hari Seldon dentro do Primeiro Radiante tenta encontrar sua saída com a ajuda do que parece ser uma manifestação do próprio radiante. No planeta oceânico Synnax, Gaal e Salvor, depois de examinarem o radiante e descobrirem que o plano de Hari está desviando do curso, trabalham para reativar a nave de Salvor, Beggar, para que possam retornar a Terminus. O irmão DIa (Cleon XVII) sobrevive a uma tentativa de assassinato dos Anjos Cegos enquanto tem intimidade com Demerzel, e culpa os irmãos Dawn e Dusk de serem cúmplices. Ele planeja se casar com a Rainha Sareth I de Cloud Dominion para acabar com a dinastia genética e mudar a direção do Império, mas ela não fica impressionada com ele e menospreza sua oferta. O Império descobre que Terminus não foi destruído por uma megaflare como eles presumiam - o incidente foi simultâneo à descoberta da corrupção da dinastia genética, portanto, nunca foi totalmente investigado - mas decide investigar mais antes de agir. Depois de escapar do Radiante, Hari confronta Gaal e Salvor dentro da Beggar. |              | |                                                  |                                     |                        |
| 12 | 2            | "A Glimpse of Darkness" "Uma Visão da Escuridão" (BR) "Um Vislumbre da Escuridão" (PT)                                                          | David S. Goyer                                   | Jane Espenson & David S. Goyer      | 21 de julho de 2023    |
| Hari informa Salvor e Gaal que estabelecer uma Segunda Fundação é crucial para a sobrevivência da primeira e para que seu plano funcione, mas isso foi interrompido quando Gaal fugiu da nave a caminho de Helicon. Então, com a ajuda de Hari, elas conseguem dar partida na Beggar e deixar Synnax bem a tempo, antes que enormes ondas de tempestade as atingissem. Durante o jantar, a Rainha Sareth discute com o Império os detalhes de sua união iminente enquanto investiga a tentativa de assassinato de Dia. No planeta Sivvenna, Poly Verisof, Alto Claric da Fundação e sua auxiliar, o Noviço Claric Irmão Constant, enquanto espalham a missão da Fundação, descobrem que o cofre de Seldon foi reaberto e rapidamente voltam para Terminus para assistir ao que acontecerá. O Diretor se aproxima do cofre de Seldon e é incinerado antes que o nome "Hober Mallow" apareça escrito no cofre. Gaal perscruta 150 anos no futuro e é atacada por um telepata chamado Mula, que é a fonte da escuridão iminente, pouco antes de ver Salvor morta ao seu lado. Após o encontro, Gaal obtém de seu futuro a localização da Segunda Fundação no planeta Ignis. |              | |                                                  |                                     |                        |
| 13 | 3            | "King and Commoner" "Rei e Plebeu" (BR/PT) | David S. GoyerLeigh Dana Jackson & Jane Espenson | Jane Espenson & David S. Goyer      | 28 de julho de 2023    |
| Em nome do Império, Lady Demerzel recruta Bel Riose, um ex-general agora preso na colônia penal de Lepsis, para investigar a Fundação dissidente. Riose comparece a uma audiência com o Imperador, onde recebe formalmente a tarefa e então se reencontra com seu marido Glawen Curr, antes de liderar uma frota para investigar a Periferia. Hari leva Gaal e Salvor ao Mundo de Oona, um deserto e antigo planeta mineiro, onde depois de persuadir Gaal a carregá-lo para uma câmara nas montanhas, sua consciência é transferida para um corpo orgânico por Kalle, cuja verdadeira identidade, além de se autodenominar uma amiga de Hari, permanece evasivo. Justamente quando Gaal e Salvor deveriam subir do planeta deserto, máquinas de mineração autônomas são reativadas e começam a atacar a Beggar. Elas escapam com sucesso das máquinas atacantes e deixam o planeta após recuperar o corpo inconsciente de Hari. Hober Mallow, um vigarista e mestre comerciante, rouba o Olho de Korell trocando de lugar com o Comandante Argo usando um dispositivo de teletransporte. Seu plano é frustrado e ele é capturado e condenado à morte. Mas ele engana seus captores novamente usando a mesma tecnologia e escapa de Korell na nave em que Poly e Constant acabaram de chegar para apelar por sua libertação. |              | |                                                  |                                     |                        |
| 14 | 4            | "Where the Stars are Scattered Thinly" "Onde as Estrelas Estão Finamente Espalhadas" (BR) "Onde as Estrelas Estão Escassamente Espalhadas" (PT) | Mark Tonderai                                    | Leigh Dana Jackson & David S. Goyer | 4 de agosto de 2023    |
| Sareth e Dawn caminham pelos jardins do palácio enquanto se questionam benignamente sobre seu possível envolvimento nas tentativas de assassinato de suas respectivas famílias, e estabelecem uma conexão por meio de sua honestidade mútua. Dusk e Rue relembram seu encontro quando ela era uma concubina em Gossamer Court, e Dusk se oferece para mostrar a Rue as gravações de seu encontro enquanto suas memórias do evento eram apagadas antes de deixar Trantor. Riose e Glawen se infiltram em Siwenna para se encontrarem com o informante Ducem Barr, que revela informações sobre os 'Mágicos', sua tecnologia avançada e sua conexão com a Fundação, embora Riose permaneça cético. Eles escapam depois que uma multidão local alertada por sua presença tenta invadir. Barr se envenena para evitar ser torturado antes que Riose dê um golpe de misericórdia. Poly, Constant e Hober chegam em Terminus, entram no Cofre e se encontram com Hari Seldon, que instrui os clarics a iniciarem negociações de paz com o Império para evitar uma guerra, e dá a Mallow um conjunto diferente de instruções. Hober parte em sua nave com o animal de estimação de Constant, Beki, a bordo, enquanto Poly e Constant ficam para trás. Sareth contrata o serviço de um zelador do palácio para investigar a morte de sua família. |              | |                                                  |                                     |                        |
| 15 | 5            | "The Sighted and the Seen" "Os Visionários e os Vistos" (BR) "Videntes e Vistos" (PT)                                                           | Alex Graves                                      | Joelle Garfinkel & Jane Espenson    | 11 de agosto de 2023   |
| Hari sonha com Raych, momentos antes dele esfaquear Hari na Deliverance, e acorda a bordo da Beggar e enfrenta uma aparição de Raych, que se dissipa após um breve confronto. Hari, Gaal e Salvor discutem como seu corpo orgânico surgiu antes da Beggar entrar na atmosfera de Ignis, onde é atingido por íons negativos e cai no planeta. Salvor sai da nave para investigar um possível observador. Em Trantor, Sareth consegue acessar o quarto de Cleon para discernir como ele sobreviveu à tentativa de assassinato e, durante uma acalorada discussão com o Irmão Day, aceita sua proposta de casamento. Dusk e Rue passam mais tempo relembrando seu passado. Dusk fica perturbado pelo conhecimento da autoridade de Day para realizar auditorias de memória nele e em Dawn. Ele visita o Memorium com Dawn para inspecionar seus tesouros de memória. Sareth e Rue, enquanto inspecionam a auditoria de memória de um cuidador no Asclepieion, descobrem a natureza robótica de Demerzel. Salvor aparentemente se reúne com Hugo Crast em Ignis, vivo apesar de ser dado como morto. Hari, porém, está cético em relação a Hugo, que posteriormente é revelado como um telepata, que junto com outros telepatas atacam a Beggar e capturam Salvor, Hari e Gaal. O trio é levado diante da líder dos telepatas, Tellem Bond, que revela que Ignis é um refúgio para telepatas ou Mentálicos, e ela já parece ciente de seus planos para uma Segunda Fundação. |              | |                                                  |                                     |                        |
| 16 | 6            | "Why the Gods Made Wine" "Porque os Deuses Criaram o Vinho" (BR/PT)                                                                             | Alex Graves                                      | David S. Goyer & Jane Espenson      | 18 de agosto de 2023   |
| Salvor acorda cedo e caminha pela praia onde conhece um jovem Mentálico chamado Josiah, e aprende através de visões como Tellem salva Mentálicos da perseguição por toda a galáxia e os traz para Ignis. Depois que Tellem verbaliza sua oposição ao estabelecimento da Segunda Fundação em Ignis, Gaal compartilha suas visões de precognição com Tellem, embora ela se recuse a aceitar o conhecimento de um futuro inevitável. Tellem se oferece para treinar Gaal e oferece a liderança dos Metálicos após a morte de Tellem, mas dá a ela o ultimato de escolher entre Hari e os Metálicos. A desconfiança de Hari em Tellum aumenta. Depois de uma discussão entre Hari, Gaal e Tellum, Hari parece deixar o planeta na Beggar, mas na verdade foi capturado e contido em uma piscina de maré onde Tellum planeja matá-lo. À medida que a água sobe e ele se afoga lentamente, Hari é levado de volta ao seu passado e tem visões de sua infância, de suas primeiras pesquisas sobre Helicon e de sua ex-companheira de vida Yanna, que estava grávida de seu filho, mas morreu por ondem do Império, que estava tentando obter o protótipo Radiante. Irmão Day apresenta sua futura noiva ao povo de Trantor, mas Sareth o ofusca, conquista a multidão e deixa o irmão Day inquieto. Hober Mallow chega nas coordenadas que Hari lhe deu e encontra a nave-mãe Spacer e sobe a bordo. Constant e Poly chegam a Trantor em nome da Fundação e são presos pouco depois. |              | |                                                  |                                     |                        |
| 17 | 7            | "A Necessary Death" "Uma Morte Necessária" (BR/PT)                                                                                              | Mark Tonderai                                    | Eric Carrasco & David Kob           | 25 de agosto de 2023   |
| A Rainha Sareth passa por uma inspeção médica obrigatória para verificar sua fertilidade. Devido às provocações verbais de Sareth, após o procedimento Demerzel insinua a orquestração do assassinato de sua família, confirmando assim sua suspeita do envolvimento de Cleon XVII. Hober Mallow aborda os navegadores do Império, os Espaciais, com uma oferta para libertá-los de sua servidão ao Império, oferecendo-lhes o micronutriente sintetizado Opalesk do qual dependem. Depois de pesar os riscos, porém, os Espaciais rejeitam a oferta de Hober e o entregam ao General Riose. Com a ajuda de Beki, Hober escapa de Riose e do Home Swarm em sua nave sussurrante, enquanto demonstra a tecnologia de salto da Fundação. Bel Riose, a mando de seu marido, debate suas opções de se voltar contra o Império, mas acaba declarando que tal ação é um risco muito grande. Sareth confronta o Irmão Day sua família e propõe a Dawn que ele a engravide em vez de Day. Constant e Poly permanecem sob custódia e finalmente conseguem uma audiência com o Imperador. Constant involuntariamente carrega uma interface de Hari Seldon, que confronta o Império e enerva o Irmão Day, fazendo com que ele ordene um bloqueio ao redor de Terminus. Em Ignis, Salvor continua desconfiada dos motivos dos Mentálicos e da partida repentina de Hari, mas sua sugestão de deixar Ignis é rejeitada por Gaal. Ela continua investigando e descobre o corpo afogado de Hari, apenas para ser pega por Tellem que depois de dizer que às vezes a morte é necessária, deixa Salvor inconsciente, flutuando de bruços em uma piscina de água do mar. |              | |                                                  |                                     |                        |
| 18 | 8            | "The Last Empress" "A Última Imperatriz" (BR/PT)                                                                                                | Roxann Dawson                                    | Liz Phang, Addie Manis & Bob Oltra  | 1 de setembro de 2023  |
| Em Trantor, o Irmão Dusk descobre Rue nos aposentos de Demerzel, revelando seu conhecimento dos salões de serviço do palácio imperial. Rue explica a tecnologia de restauração de memória do Domain Cloud. Dusk suspeita de seu envolvimento na tentativa de assassinato de seu irmão, mas Rue discorda. Eles discutem a ameaça de Demerzel à Rainha Sareth I. Dusk compartilha a história das guerras de robôs com Rue no mural das almas. Eles notam uma estranha anomalia no mural. A capitã Timandra os interrompe com a notícia de uma execução. A execução é interrompida por Hober Mallow e o caos se instala. Dusk e Rue se reencontram e Dawn se preocupa com a inconsciente Sareth. Poly e Constant estão em perigo. Day planeja visitar Terminus e conversa com Sareth. Rue expressa seu amor por Dusk e Sareth manipula a dinastia Cleon. Em Ignis, Salvor se comunica com Hari Seldon no Cofre, revelando uma Segunda Fundação. Sermak confronta Hari e eles discutem psico-história. Constant e Hober se aproximam, enquanto Dusk e Rue investigam uma câmera escondida que revela a origem de Demerzel. Dawn e Sareth suspeitam do verdadeiro papel de Demerzel como a Imperatriz Eterna. |              | |                                                  |                                     |                        |
| 19 | 9            | "Long Ago, Not Far Away" "Há Muito Tempo, Não Muito Longe Daqui" (BR) "Há Muito Tempo, Não Muito Longe" (PT)                                    | Roxann Dawson                                    | Jane Espenson & Eric Carrasco       | 8 de setembro de 2023  |
| No passado distante, Cleon I da Dinastia Entung encontrou uma passagem escondida em seu palácio e encontrou Demerzel, uma então prisioneira com histórias de guerras de robôs. Cleon libertou Demerzel, que serviu ao império sob a pressão de um chip. Eles tinham um relacionamento complexo e Cleon perguntou se ela o amaria antes de morrer. No presente, um holograma tecnológico de Cleon I conta a Cleon XVI sobre a influência contínua de Demerzel. Em Ignis, Gaal Dornick e Tellem Bond tentam um ritual de troca de corpos, mas são interrompidas por Salvor Hardin, que resgata Gaal. A Fundação se prepara para a chegada da frota Imperial ao Terminus. Enquanto isso, Hober Mallow e o Irmão Constant são prisioneiros na nave de Bel Rioose. Bel aprende sobre a tecnologia da Fundação. Day conhece o diretor da Terminus, descobrindo as armas secretas da Fundação. Ele ordena à frota que ataque a Invictus. Bel planeja embarcar na Invictus, mas naves sussurrantes chegam, levando a uma batalha. Day encontra Hari Seldon e eles discutem o destino do Império. Em Ignis, Salvor e Gaal confrontam Tellem e Loron. Salvor mata Loron, mas é ferida por Tellem. De repente, um Hari vivo intervém, matando Tellem. Demerzel, que está de partida para Trantor, admite seu papel na vida de Day, mas diz que é tarde demais. Day ordena que a Invictus seja derrubata em Terminus, causando um evento cataclísmico. |              | |                                                  |                                     |                        |
| 20 | 10           | "Creation Myths" "Mitos de Criação" (BR/PT) | Alex Graves                                      | David S. Goyer & Liz Phang          | 15 de setembro de 2023 |
| Irmão Day observa a destruição de Terminus. Ele ordena que a frota vá para os outros mundos da Fundação para destruí-los também. Bel recusa a ordem, então Day o dispensa. O Spacer deliberadamente faz com que as naves se dobrem incorretamente, o que destruirá a frota. Há uma luta de Day com Bel Rioose, com Rioose usando o dispositivo de telestransporte para vencer a luta. Eles colocaram o Irmão Constant em uma cápsula de fuga como testemunha do que aconteceu. Demerzel retorna a Trantor para encontrar Dusk preso na prisão que Demerzel uma vez habitou. Dusk marca Demerzel como uma traidora, antes de morrer. Dawn recebe a mensagem e foge com Sareth. Com os três clones desaparecidos ou mortos, Demerzel decanta novas versões de cada um. A cápsula de Constant encontra uma nave de resgate transportando a Fundação. Em Ignis, Gaal, Salvor e Hari descobrem que Tellem controlava todos os mentálicos do planeta e que sua morte os libertou. Tellem manteve o controle sobre um menino que tenta matar Gaal. Salvor acaba se sacrificando ao evitar a morte de Gaal. Isso mostra a Gaal que o futuro não está definido. Ela e Hari concordam em entrar em sono criogênico por anos, acordando para guiar a segunda Fundação e monitorar a linha do tempo para que possam lutar contra o Mula. Uma visão mostra o Mulo ciente da presença de Gaal. |              | |                                                  |                                     |                        |

### 3.ª temporada (2025)
| N.º geral | N.º na temp. | Título | Dirigido por         | Escrito por                          | Lançamento             |
| --- | ------------ | --- | -------------------- | ------------------------------------ | ---------------------- |
| 21 | 1            | "A Song for the End of Everything" "Uma Canção para o Fim de Todas as Coisas" (BR) "Uma Canção para o Fim de Tudo" (PT) | David S. Goyer       | David S. Goyer & Jane Espenson       | 11 de julho de 2025    |
| 152 anos após a Segunda Crise, o Império abriu mão do controle da Outer Reach, e a Fundação acumulou mais de 800 planetas. O Mulo, um poderoso Mentálico, usa o controle mental para tomar o controle do planeta independente Kalgan. O Irmão Dawn e Demerzel se encontram com o Conselho Galáctico com um plano para minar a Fundação, fornecendo armas secretamente aos Comerciantes, uma facção descontente de mercadores dentro da Fundação. Com dez dias restantes antes da Ascensão de Dawn para Day, Dusk contempla sua imolação iminente, e Day continua ignorando seus deveres em favor de um estilo de vida hedonista. Uma nova linha do tempo surge dentro do Radiante Primordial, que Demerzel percebe que inevitavelmente fará com que os modelos de psico-história de Seldon falhem em quatro meses. O Capitão de Informações da Fundação, Han Pritcher, e sua parceira Sephone tentam coletar evidências de que o Império está auxiliando os Comerciantes. Eles falham, mas Pritcher está convencido de que Mulo, e não os Mercadores, é a verdadeira ameaça à Fundação. O Prefeito Indbur de Novo Terminus rejeita seu plano de investigar Mulo, mas Pritcher rouba a nave de Indbur e segue para Kalgan mesmo assim. Gaal acorda do sono criogênico, sabendo que um confronto com Mulo é iminente.          |              | |                      |                                      |                        |
| 22 | 2            | "Shadows in the Math" "Sombras da Matemática" (BR/PT)                                                                   | Tim Southam          | Leigh Dana Jackson & Caitlin Parrish | 18 de julho de 2025    |
| O novo Dusk tem apenas 10 dias de vida e enfrenta a angústia de sua iminente morte, implorando para sobreviver mais tempo, mas sem sucesso. Day está completamente desinteressado no império ou em manter a dinastia, vivendo de forma irresponsável e cínica. Enquanto isso, descobre-se que o Dusk anterior criou uma arma capaz de destruir planetas, chamada Novacula. Apesar de seu poder destrutivo, ela não parece estar diretamente ligada à ameaça real: Mulo. O Império está despreparado e desorganizado diante dessa nova crise. Paralelamente, Gaal e Seldon, sendo acordados do criossono por 151 anos, trabalham no desenvolvimento da Segunda Fundação e treinam Mentálicos para enfrentar Mulo. Eventualmente, Seldon decide sacrificar sua vida para permitir que Gaal continue acordada e lidere o movimento. Contudo, há um reencontro com um Hari Seldon ainda vivo, agora velho, que revela que a crise maior ainda está por vir — ligada ao Invictus/Novacula. Uma reviravolta mostra que Dawn, o único Cleon com alguma consciência da gravidade da situação, está secretamente aliado a Gaal, prometendo jogos mentais e novas conspirações à frente. |              | |                      |                                      |                        |
| 23 | 3            | "When a Book Finds You" "Quando o Livro Encontra Você" (BR) "Quando o Livros Nos Encontra" (PT)                         | Tim Southan          | Eric Carrasco & Greg Goetz           | 25 de julho de 2025    |
| As origens do interesse de Dawn pela psico-história são reveladas com o seu primeiro encontro, anos atrás, com uma projeção de Gaal Dornick. No presente, Gaal pede a Dawn que "enclausure" Kalgan para impedir a ascensão do Mulo. O Capitão Pritcher da Fundação usa Toran Mallow e Bayta para entrar numa festa luxuosa do Mulo, mas sai depois de ser vencido. Depois de irritar o Mulo na festa, Toran e Bayta fogem com o seu maltratado músico, Magnifico Giganticus. O Mulo inicia represálias para punir aqueles que não impediram a fuga. Em Trantor, temendo o fim iminente da história, Day procura a ajuda da Guarnição Imperial para sair de Trantor de forma dissimulada. Impedido de tomar medidas mais fortes contra Kalgan pelos seus irmãos, Dawn apenas consegue ordenar uma vigilância contínua. Demerzel se livra da companheira de Day, Song, depois de ele lhe revelar a verdadeira natureza de Demerzel. |              | |                      |                                      |                        |
| 24 | 4            | "The Stress of Her Regard" "O Olhar Penetrante Dela" (BR) "Conflito Interno" (PT)                                       | Roxann Dawson        | Jane Espenson & David Kob            | 1 de agosto de 2025    |
| Demerzel revela a Zephyr Varellis que, três séculos atrás, ela orquestrou os ataques à Ponte Estelar, incriminando Thespis e Anacreon por sentir que a Fundação era a melhor opção para expandir o Império. Han Pritcher encontra sua amante Gaal em Ignis. Preem Palver ajuda Pritcher a revelar que Mulo o "leu", mas, embora saiba da existência de Gaal e da Segunda Fundação, desconhece sua localização. Atormentado por suas visões, Gaal insta Pritcher a convencer a Primeira Fundação a apoiar a guerra contra Mulo, antes da terceira Crise de Seldon, a apenas 72 horas de distância. Ebling Mis conversa com o Prefeito de Novo Terminus, Indbur, e com a Embaixadora Quent sobre suas discussões com Hari Seldon. Quent e Dusk exploram o Primeiro Radiante. Day busca informações com Cleon I sobre seu papel na supressão do culto à Herança, que adorava robôs, em Mycogen, no ano 26. Demerzel conta a Day sobre a conexão entre robôs. Dawn encontra-se pessoalmente com Gaal, mas é seguida e eles escapam juntos na nave de Gaal. Cumprindo seus planos com o Claviger, Day escapa do palácio e remove seus nanites, mas atira no Claviger por deslealdade. |              | |                      |                                      |                        |
| 25 | 5            | "Where Tyrants Spend Eternity" "Onde os Tiranos Passam a Eternidade" (BR/PT)                                            | Cristopher J. Byrne  | Caitlin Parrish & Leigh Dana Jackson | 8 de agosto de 2025    |
| Day desaparece em Mycogen. Demerzel investiga o corpo de Claviger Mavon, deduzindo a fuga de Day. Em Novo Terminus, o Capitão Pritcher é repreendido pelo Prefeito Indbur por seu encontro com Mulo e é aprisionado. A nave de Toran Mallow, danificada pelo fogo do Mulo, retorna ao planeta Haven, onde cai após ser alvo de defesas planetárias. Gaal e Dawn viajam para a Estação Clarion, onde Dawn chantageia o líder local Vynod Tarisk para influenciar os votos a favor do cerco Imperial de Kalgan. Mallow e seu grupo são resgatados por seu tio Randu. Bayta e Randu discutem os efeitos da música do Magnifico e o papel que isso poderia desempenhar em permitir que a facção dos Mercadores controle a Fundação. A armada Imperial cerca Kalgan, mas Mulo já partiu e libera o poder da estrela de Kalgan para destruir o planeta e a Armada. Dawn força Gaal a revelar que tudo foi armado para o fracasso do cerco, para encerrar a era do Império, numa tentativa de retornar à linha temporal pretendida pela psico-história. Dawn envia uma mensagem a Dusk antes que ele seja atacado por um Tarisk vingativo e sugado de uma câmara de descompressão para o espaço. Demerzel chega à nave de Gaal. |              | |                      |                                      |                        |
| 26 | 6            | "The Shape of Time" "A Forma do Tempo" (BR/PT)                                                                          | Christopher J. Byrne | Eric Carrasco & David S. Goyer       | 15 de agosto de 2025   |
| Mulo revela que foi atormentado pelo que agora sabe ser o rosto de Gaal Dornick e que precisa destruí-la. Demerzel conta a Gaal que Dawn morreu. Após um confronto físico, Gaal revela a Demerzel suas habilidades e sua necessidade de proteger a Segunda Fundação de Mulo. Demerzel investiga a visão de Gaal, revelando que ela se passa na Biblioteca Imperial e que incorpora a assinatura infrassônica de um buraco negro. Day explora um mercado exótico em Mycogen e se encontra com Song. Ele lhe oferece memórias apagadas do tempo que passaram juntos, mas ela se recusa e não deseja mais nada com ele. A nave que transporta os Mallows e Magnifico chega a Novo Terminus, onde são detidos com o Capitão Pritcher. Magnifico recebe permissão para tocar seu instrumento visi-sonar, unificando os interesses conflitantes da Fundação. Um eclipse ocorre e o cofre se abre. Hari Seldon aparece e faz alusão às divisões internas da Fundação, mas não reconhece a existência de Mulo. Um holograma de Mulo aparece e mostra uma batalha nos céus, enquanto suas forças atacam o Novo Terminus. À medida que o Cofre se fecha, os visitantes lutam para lidar com os perigos do campo nulo e do bombardeio aéreo. Demerzel acredita que o Mulo capturará as Naves Sussurrantes e colocará Trantor em perigo. |              | |                      |                                      |                        |
| 27 | 7            | "Foundation's End" "O Fim da Fundação" (BR/PT)                                                                          | ASD                  | Jane Espenson & Greg Goetz           | 22 de agosto de 2025   |
| 28 | 8            | "Skin in the Game" | ASD                  | Caitlin Parrish & Tyler Holmes       | 29 de agosto de 2025   |
| 29 | 9            | "The Paths That Choose Us"                                                                                              | ASD                  | Jane Espenson & Eric Carrasco        | 5 de setembro de 2025  |
| 30 | 10           | "-" | ASD                  | Jane Espenson & David S. Goyer       | 12 de setembro de 2025 |

## Lançamento
Em 22 de junho de 2020, como parte de sua Conferência Mundial de Desenvolvedores, a Apple lançou um teaser trailer da série. Em fevereiro de 2021, foi relatado que a série iria estrear no final de 2021. Em junho de 2021, a Apple anunciou que Foundation iria estrear em setembro de 2021. Mais tarde naquele mês, além do lançamento de um segundo trailer oficial, a data de estreia foi especificada em 24 de setembro de 2021. A série está programada para estrear com um lançamento de três episódios, então os sete episódios restantes serão lançados semanalmente.

## Recepção

### Avaliação da crítica
| Temporada | Temporada | Resposta crítica      | Resposta crítica    |
| Temporada | Temporada | Rotten Tomatoes       | Metacritic          |
| --------- | --------- | --------------------- | ------------------- |
|           | 1         | 70% (40 comentários)  | 63 (22 comentários) |
|           | 2         | 100% (26 comentários) | 79 (6 comentários)  |
|           | 3         | 86% (14 comentários)  | 81 (7 comentários)  |

O site agregador de resenhas, Rotten Tomatoes reune um índice de aprovação de 70% com uma classificação média de 7,0/10, com base em 40 resenhas da primeira temporada. O consenso crítico do site diz: "A produção de grande orçamento e performances impressionantes da Fundação são um espetáculo a ser visto, mas ela luta para transformar o gigante que é seu material de origem em uma série totalmente satisfatória." Por sua vez, o Metacritic reúne uma pontuação média de 63 de 100 com base em 22 comentários, indicando "comentários geralmente favoráveis".
Nick Allen, do RogerEbert.com, considera Foundation "o tipo de série de ficção científica que realmente merece ser chamada de evento", uma "ficção científica grandiosa com limites".  Ele escreve que o show é "enorme em vários sentidos", elogiando a construção de seu mundo como "sempre impressionante com sua grandeza que é prática e também criada com efeitos especiais dignos de IMAX".  Ele também elogiou a trilha sonora de Bear McCreary como "essencial e tão eficaz para fazer certos desenvolvimentos da história parecerem maiores que a vida".  Allen destacou o desempenho de Lee Pace como "magnético".  Ele conclui que o programa tem potencial para "se tornar outra série marcante para a Apple TV+", e que sua melhor característica, na verdade, é que "não é para todos" porque "é bastante definido em seu ritmo que favorece a construção de personagens densos e inebriantes" que irá favorecer os assinantes "famintos por entrar em novos mundos de ficção científica, não apenas pela ação".

Poster promocional da primeira temporada da série.

O crítico de cinema Rob Bricken do Gizmodo ficou menos impressionado com a série, sugerindo que ela poderia ser muito melhor, e afirmando "Honestamente, depois da maior parte do segundo episódio, o show e os livros estão praticamente irreconhecíveis", bem como que o original, afinal, o material fonte de Foundation pode não ser filmável.  Judy Berman, da Time, chamou a série de "linda, cara, cheia de potencial, mas inicialmente bastante confusa" e observou "quão lindo é cada quadro".
Chaim Gartenberg e Andrew Webster do The Verge opinaram no final da 1ª temporada, com Gartenberg opinando que "a 'dinastia genética' de uma sucessão de Lee Pace governando o império em ruínas com mão de ferro é o destaque do programa, graças em grande parte as atuações dinâmicas de Pace como o irmão clonado Day. E o jogo de gato e rato de Salvor Hardin em Terminus com os Anacreontes também é um divertido filme de ficção científica. Enquanto isso, a terceira etapa da história, o drama prolongado da viagem de Gaal para a criogenia de lugar em lugar enquanto o programa sugere seus poderes misteriosos, é... menos atraente" e Webster afirmando que "uma vez que toda a construção do mundo inicial e a discussão sobre a matemática de previsão do futuro foram eliminadas nos primeiros episódios, Foundation realmente tem capturado de várias maneiras. A construção do mundo permanece incrível do começo ao fim. Todas as muitas culturas e planetas têm uma profundidade que é francamente surpreendente."
Para a segunda temporada, o Rotten Tomatoes apresentou 100% de aprovação com nota média de 8/10, baseada em 26 avaliações.  O consenso crítico do site diz: "Com sua base complicada agora estabelecida, Foundation abre suas asas em uma temporada melhorada do segundo ano que recompensa a paciência dos espectadores com um épico de ficção científica inteligente de grandeza genuína."  Já o Metacritic, estabeleu uma pontuação de 79 em 100 com base em 6 avaliações, indicando "avaliações geralmente favoráveis".
A terceira temporada teve 86% de aprovação, com base em 14 avaliações no Rotten Tomatoes. O consenso crítico do site diz: "A narrativamente complexa da terceira temporada de Foundation não chega aos pés de sua excelente antecessora, mas este épico de ficção científica se mantém como uma adaptação fiel e bem atuada da obra-prima de Isaac Asimov." No Metacritic, a série tem uma pontuação ponderada de 81 de 100 com base em 7 avaliações, indicando "aclamação universal".

### Indicações à prêmios
| Prêmio                                      | Data da cerimônia       | Categoria                                                                                          | Categoria(s) | Resultado | Ref.          |
| ------------------------------------------- | ----------------------- | -------------------------------------------------------------------------------------------------- | --- | --------- | ------------- |
| Art Directors Guild Awards                  | 5 de março de 2022      | Excelência em Design de Produção para um Período de Uma Hora ou Série de Fantasia com Câmera Única | Rory Cheyne (por "The Emperor's Peace")                                                                                  | Indicado  | [ 41 ]        |
| Visual Effects Society Awards               | 8 de março de 2022      | Efeitos Visuais Excepcionais em um Episódio Fotorrealista                                          | Chris MacLean, Addie Manis, Mike Enriquez, Chris Keller, Paul Byrne (por "The Emperor's Peace")                          | Venceu    | [ 42 ] [ 43 ] |
| Visual Effects Society Awards               | 8 de março de 2022      | Ambiente Criado Excepcional em um Episódio, Comercial ou Projeto em Tempo Real                     | Samuel Simanjuntak, Melaina Mace, Benjamin Ruiz, Alessandro Vastalegna (por "Trantor Cityscape")                         | Indicado  | [ 42 ] [ 43 ] |
| Visual Effects Society Awards               | 8 de março de 2022      | Simulações de Efeitos Excepcionais em um Episódio, Comercial ou Projeto em Tempo Real              | Giovanni Casadei, Mikel Zuloaga, Steven Moor, Louis Manjarres (por "Collapse of the Galactic Empire")                    | Venceu    | [ 42 ] [ 43 ] |
| Golden Reel Awards                          | 13 de março de 2022     | Realização Excepcional em Edição de Som – Série de 1 Hora – Comédia ou Drama – Diálogo e ADR       | Tyler Whitham, Paul Germann, Dave Rose, Steve Baine (por "The Emperor's Peace")                                          | Indicado  | [ 44 ]        |
| American Society of Cinematographers Awards | 20 de março de 2022     | Realização Excepcional em Cinematografia em Filme, Série Limitada ou Piloto para Televisão         | Stevie Annis (por "The Emperor's Peace")                                                                                 | Indicado  | [ 45 ]        |
| Primetime Creative Arts Emmy Awards         | 3–4 de setembro de 2022 | Melhor Design de Abertura                                                                          | Ronnie Koff, Zach Kilroy, Danil Krivoruchko, James Gardner, Brandon Savoy                                                | Indicado  | [ 46 ]        |
| Primetime Creative Arts Emmy Awards         | 3–4 de setembro de 2022 | Efeitos Visuais Especiais Excepcionais em uma Temporada ou Filme                                   | Chris MacLean, Addie Manis, Mike Enriquez, Victoria Keeling, Chris Keller, Jess Brown, Nicholas Hernandez, Richard Clegg | Indicado  | [ 46 ]        |